# Самокляски
Самокляски (пол. Samoklęski) — село в Польщі, у гміні Осек-Ясельський Ясельського повіту Підкарпатського воєводства.
Населення — 983 особи (2011).

## Розташування
Лежить над потоком Щава — лівої притоки річки Віслока.
Прилягає з півдня до воєводської дороги № 993. Знаходиться за 4 км на захід від центру гміни села Осек-Ясельський, 17 км на південь від повітового центру Ясло і за 62 км на південний захід від воєводського центру Ряшева.

## Історія села
Село надане Владиславом I Локетеком у 1332 р. Петрові Петкові. Знаходилося на польсько-українському пограниччі, піддалося латинізації та полонізації — у 1605 р. в селі збудований костел. В тому ж році в Самоклясках гостював у Ядвіги і Єжи Мнішеків майбутній цар Лжедмитрій I та просив руки їхньої доньки Марини.
У 1889 р. в селі було 170 будинків і 1041 житель (1020 римо-католиків і 21 юдей). Хоча греко-католиків уже в селі не було, але за традицією воно все ще належало до парохії Перегримка Дуклянського деканату.
Під час Першої світової війни село двічі зазнало руйнувань у 1914 і 1915 роках.
У 1975—1998 роках село належало до Кросненського воєводства.

## Демографія
Демографічна структура станом на 31 березня 2011 року:
|          | Загалом | Допрацездатний вік | Працездатний вік | Постпрацездатний вік |
| -------- | ------- | ------------------ | ---------------- | -------------------- |
| Чоловіки | 480     | 112                | 316              | 52                   |
| Жінки    | 503     | 108                | 294              | 101                  |
| Разом    | 983     | 220                | 610              | 153                  |

## Пам'ятки
- Мурований костел 1854 р.
- Рештки замку Мнішеків.
- Давня корчма з XIX ст.
- Нафтосховище.